# Wilhelm Girnus
 (juin 2024).
Si vous disposez d'ouvrages ou d'articles de référence ou si vous connaissez des sites web de qualité traitant du thème abordé ici, merci de compléter l'article en donnant les références utiles à sa vérifiabilité et en les liant à la section « Notes et références ».
Wilhelm Karl Albert Girnus, né le 27 janvier 1906 à Allenstein (province de Prusse-Orientale) et mort le 10 juillet 1985 à Berlin est un homme politique est-allemand. Il est secrétaire d'État à l'Enseignement supérieur et technique de 1957 à 1962.